# Feramors
Feramors ist eine lyrische Oper in drei Akten des Komponisten Anton Grigorjewitsch Rubinstein; das Libretto dazu verfasste Julius Rodenberg auf der Basis von Thomas Moores Erzählung „Lalla Rookh“. Diese Oper entstand 1861/1862 und erlebte ihre Uraufführung am 24. Februar 1863 an der königlichen Hofoper in Dresden. 
1872 kam in Wien eine bearbeitete Version dieses Werks in zwei Akten auf die Bühne. 

## Handlung
1. Akt
Im Palast zu Hindostan wird der König von Bokhara erwartet. Er soll in Kürze eintreffen, um die Prinzessin Lalla Rookh zu heiraten. Der Großwesir Fadladin organisiert die Vorbereitungen zu diesem Fest, als Chosru, der Gesandte des Bräutigams gemeldet wird. 
Die Braut empfängt zusammen mit ihrer Freundin Hafisa den Gesandten, welcher die baldige Ankunft seines Königs meldet. Lalla Rookh ist sehr traurig, da sie bereits heimlich den Sänger Feramors liebt, den sie allerdings nicht heiraten darf. Als der König von Bokhara eintrifft, wird er festlich empfangen (Ballett: „Lichtertanz der Bräute von Kaschmir“). 
Während dieses Festes gestehen sich Chosru und Hafisa ihre gegenseitige Liebe. Die Feier wird mit dem Gebetsruf des Muezzins vom Minarett beendet. Als Feramors seine Ballade  („Das Mondlicht träumt auf Persiens See“) singt, weiß Lalla Rookh, dass sie den König von Bokhara nicht liebt und nicht heiraten kann. 
2. Akt
Der Großwesir Fadladin macht Hafisa einen Heiratsantrag, den diese aber ablehnt. Sie lässt sich dessen Bemühungen nur deshalb gefallen, damit er abgelenkt ist und die Prinzessin Lalla Rookh zusammen mit Feramors nicht bemerkt. Doch als er Feramors wenig später allein in den Gemächern der Prinzessin entdeckt, lässt er ihn sofort verhaften. Als Feramors in den Kerker gebracht werden soll, will ihn das aufgebrachte Volk lynchen. Der Gesandte Chosru hat große Mühen, Feramors zu retten, kann aber nicht verhindern, dass dieser in den Kerker gebracht wird. 
3. Akt
Kurz vor der Hochzeit erfährt Großwesir Fadladin, dass sein Gefangener entfliehen konnte. Da aber Lalla Rookh bereits als Braut geschmückt im Festsaal wartet, muss er seinen Pflichten als Großwesir nachkommen. Als er den Bräutigam zur Braut führt, erkennt diese mit Freude ihren Geliebten Feramors. Der König von Bokhara wollte in Verkleidung eines fahrenden Sängers die Lauterkeit seiner Braut prüfen. Unter dem Jubel aller Anwesenden fällt sich das Brautpaar in die Arme. 

## Trivia
Die Figur der „Lalla Rookh“ ist nicht identisch mit der realen Person „Truganini“.